# Progress (Star Trek: Deep Space Nine)
"Progress" és el quinzè episodi de la sèrie de televisió de ciència-ficció estatunidenca Star Trek: Deep Space Nine, emès durant la primera temporada. Originalment es va emetre en redifusió a partir del 10 de maig de 1993. L'episodi va ser dirigit per Les Landau.
Ambientada al segle XXIV, la sèrie segueix les aventures a Espai Profund 9, una estació espacial situada prop d'un forat de cuc estable entre els Quadrants Alfa i Gamma de la Via Làctia, prop del planeta Bajor, mentre els bajorans es recuperen d'una brutal ocupació de dècades pels imperialistes cardassians. En aquest episodi Kira tracta amb un granger tossut que es nega a abandonar la seva llar, que està destinada a la destrucció; Jake i Nog cooperen en una empresa amb finalitats lucratives.

## Argument
Bajor planeja aprofitar el nucli d'una de les seves llunes per obtenir energia, un procés que farà que la lluna sigui inhabitable. Un granger ancià, Mullibok, es nega a ser evacuat, i la Major Kira va a la lluna per investigar. Malgrat (o potser a causa de) la tossuderia de Mullibok, Kira li comença a tenir afecte. Durant el sopar, descriu com va escapar a la lluna durant l'ocupació cardassiana de Bajor. Mullibok aconsegueix que Kira admeti que els bajorans van derrotar els cardassians perquè "s'hi van aferrar com a fanàtics", establint un paral·lelisme entre la seva lluita i la d'ells.
Kira informa dels seus descobriments a Sisko i al ministre Toran, que supervisa el projecte. Toran l'envia de tornada amb dos guàrdies de seguretat per treure Mullibok. Kira intenta raonar amb Mullibok mentre ell acaba un forn que ha estat construint. Els guàrdies arresten els amics de Mullibok (Baltrim i Keena, que no han pogut parlar des de l'ocupació cardassiana). Mullibok s'enfurisma i ataca un dels guàrdies; l'altre li dispara.
Bashir arriba per curar la ferida de Mullibok, i Baltrim i Keena són evacuats a Bajor. Sisko, sabent que Toran s'enfurismarà, "recomana" que Bashir informi que Kira ha de romandre a la lluna durant uns quants dies més per motius humanitaris, per recomanació de Bashir.
En una història paral·lela, Jake Sisko i Nog adquireixen salsa excedentària que Quark no ha pogut vendre. Els dos fan una successió d'intercanvis, i finalment acaben amb una franja de terra a Bajor. Quan senten que el govern intenta assegurar-se la terra per a un projecte de construcció, la parella l'ofereix a Quark per cinc lingots de latinum premsat en or.
De tornada a la lluna, Kira continua vinculant-se amb Mullibok. Sisko visita Kira per recordar-li que la seva feina està en perill per donar suport a Mullibok. Tots dos parlen mentre Kira treballa al forn de Mullibok, i ella s'adona que després d'anys de lluitar pel desfavorit ara treballa per a l'altre bàndol. Sisko li diu que una runabout està preparada per completar l'evacuació.
Després d'una nit cuidant Mullibok, Kira es desperta i el troba donant els últims retocs al seu forn. Kira li diu que ell ha acabat la seva feina i que ella ha d'acabar la seva. Mentre la seva cabana es mantingui, diu Mullibok, ell romandrà a la lluna. Kira destrueix el forn amb el seu fàser i incendia la cabana. Mullibok declara que morirà si se'n va. "No t'hi deixaré", diu Kira, i crida al runabout perquè "Teleporti a dos".

## Artistes invitats
- Aron Eisenberg com a Nog
- Brian Keith com a Mullibok
- Nicholas Worth com a Capità alienígena
- Michael Bofshever com a Toran
- Terrence Evans com a Baltrim
- Annie O'Donnell com a Keena
- Daniel Riordan com a Guàrdia

## Producció
Aquests i altres episodis van sorgir de la constatació que l'equip de producció va descobrir que el personatge de Kira Nerys havia estat massa descuidat durant la primera meitat de la primera temporada de "Star Trek: Deep Space Nine".
Originalment, Peter Allan Fields pretenia que Mullibok fos molt més manipulador i menys comprensiu del que va semblar finalment a l'episodi final.
El cargol de la tija autosegellant d'attrezzo estava pintat de plàstic i llautó, amb passadors accionats per ressort i feia 5,25 polzades de llarg. Es feia servir per a primers plans i també tenia llums intermitents.

## Resposta de la crítica
Keith DeCandido el va qualificar com un episodi destacat de "Star Trek: Deep Space Nine" a tor.com el 2013. Va trobar tant el guió com la representació de Mullibok per part de Brian Keith extremadament sòlids. DeCandido va pensar que era enginyós que el destí de Mullibok estigués essencialment gravat en pedra des del principi, i que l'episodi en realitat tractés sobre Kira trencant amb la seva antiga vida com a combatent de la resistència i acceptant el seu nou paper com a oficial.
Doux Reviews va donar a "Progress" un 4 sobre 4 i va elogiar el desenvolupament del personatge de Kira Nerys.
El 2018, SyFy va recomanar aquest episodi com a guia abreujada per al personatge bajorà Kira Nerys. Assenyalen com aquesta antiga líder de la resistència convertida en diplomàtica ha de lluitar amb les seves emocions i el seu sentit del deure. S'enfronta a un cas difícil de trasllat forçat que enfronta el pla de desenvolupament del nou govern bajorà amb alguns ciutadans.
El 2019, ScreenRant va classificar aquest com un dels deu millors episodis per al personatge Nog, destacant la seva amistat amb Jake.